# Niccolò d'Acciapaccio
Niccolò d'Acciapaccio (Sorrento, 1382 – Roma, 3 aprile 1447) è stato un cardinale e arcivescovo cattolico italiano.

## Biografia
Niccolò d'Acciapaccio, o Nicola Acciapaccia, di nobile famiglia sorrentina, studiò giurisprudenza a Napoli conseguendo il dottorato in utroque iure. Fu consigliere della regina Giovanna di Napoli.
Nominato vescovo di Tropea il 17 settembre 1410, ricevette la consacrazione episcopale l'11 dicembre successivo. Il 18 febbraio 1435 fu trasferito alla sede metropolitana di Capua.
Fu governatore di Forlì dal 1436 al 1438.
Fu creato cardinale presbitero da papa Eugenio IV nel concistoro del 18 dicembre 1439 e l'8 gennaio 1440 ottenne il titolo cardinalizio di San Marcello e divenne noto come Cardinal capuano o Il Monsignore di Capua.
Fu camerlengo del collegio cardinalizio dal 1442 al 1443.
Partigiano di Renato d'Angiò, fu esiliato dal re Alfonso di Napoli, che gli confiscò tutte le sue rendite e i benefici. Fece parte della commissione incaricata della causa di canonizzazione di Bernardino da Siena. Ha partecipato al conclave del 1447, che elesse papa Niccolò V.
Dette inizio alla costruzione, interrotta alla sua morte, del palazzo su Via del Corso che passato successivamente ai Della Rovere, divenne il primo nucleo del futuro palazzo Doria-Pamphili.
Morì a Roma il 3 aprile 1447 e fu sepolto nella basilica di San Pietro in Vaticano.